# Stuart Greer
Stuart Greer (2 dicembre 1959) è un attore statunitense, ha recitato al cinema e alla televisione, spesso in ruoli secondari.

## Filmografia parziale
- So cosa hai fatto (I Know What You Did Last Summer), regia di Jim Gillespie (1997)
- L'apostolo (The Apostle), regia di Robert Duvall (1997)
- Black Dog, regia di Kevin Hooks (1998)
- Conflitto d'interessi (The Gingerbread Man), regia di Robert Altman (1998)
- The Gift, regia di Sam Raimi (2000)
- Il sapore della vittoria (Remember the Titans), regia di Boaz Yakin (2000)
- La giuria (Runaway Jury), regia di Gary Fleder (2003)
- Glory Road, regia di James Gartner (2006)
- I segni del male (The Reaping), regia di Stephen Hopkins (2007)
- Professione assassino (The Mechanic), regia di Simon West (2011)
- Mud, regia di Jeff Nichols (2012)
- Homefront, regia di Gary Fleder (2013)
- American Ultra, regia di Nima Nourizadeh (2015)